# عدیسه، قریه
عدیسه (به عربی: عديسة) یک منطقهٔ مسکونی در لبنان است که در شهرستان مرجعیون واقع شده‌است.
 عدیسه   ۷۰۰ متر بالاتر از سطح دریا واقع شده‌است.